# Malapterurus teugelsi
Malapterurus teugelsi és una espècie de peix de la família dels malapterúrids i de l'ordre dels siluriformes.

## Morfologia
- Els mascles poden assolir 21,2 cm de llargària total.
- Nombre de vèrtebres: 38-40.[4]

## Distribució geogràfica
Es troba a Àfrica: riu Kogon (Guinea).